# 832 v.Chr.

De levant rond deze tijd

Het jaar 832 v.Chr. is een jaartal in de 9e eeuw v.Chr. volgens de christelijke jaartelling.

## Gebeurtenissen

### Klein-Azië
- Koning Sardur I sticht het koninkrijk Urartu en bouwt in Tushpa de "Toren van Sardur".